# Heinrich Caspar Münzenberger
Heinrich Caspar Münzenberger, auch Kaspar (* 17. Januar 1764 in Lübeck; † 1. Februar 1831 ebenda) war ein deutscher evangelisch-lutherischer Geistlicher.

## Leben
Heinrich Caspar Münzenberger war der Sohn eines Handwerkers. Er besuchte ab 1774 das Katharineum zu Lübeck. Schon ab 1779 gab er selbst Privatunterricht im Haus des Kantors Johann Hermann Schnobel. Er wurde Teil des von Schnobel geleiteten Sängerchores, bis sein Vater ihm nach einem Jahr dies untersagte, weil er die Sittlichkeit seines Sohnes gefährdet sah. 1783 verließ der Primaner das elterliche Haus, um in einer wohlhabenden Familie sich durch die Aufsicht über deren Kinder neben dem eigenen Schulbesuch etwas dazu zu verdienen.
In der Gutskapelle von Mori sammelte er 1785 und 1786 erste Erfahrungen im Predigen. Ab Herbst 1786 studierte er Evangelische Theologie an der Universität Jena und ab 1789 an der Universität Göttingen. Am 29. Juni 1791 kehrte er kurz nach Lübeck zurück und ging dann zu einem Onkel nach St. Petersburg, wo er drei Monate blieb und zuweilen in der Sankt-Petri-Kirche (Sankt Petersburg) predigte. Direkt nach seiner Rückkehr wurde er Hauslehrer in der Familie des Senators Nicolaus Binder und Anfang 1792 Kandidat des Geistlichen Ministeriums. Mit dem Tod Binders 1799 verlor er diese Anstellung. Nach einer Zeit als Lehrer an einem privaten Knabeninstitut wurde er am 8. Januar 1801 als Nachfolger des verstorbenen Pastors Bruns zum Prediger und dritten Diaconus an St. Jakobi berufen. Dieses Amt übte er über 30 Jahre aus. Seine besonderen Interessen galten der Schulinspection und Armenpflege. Nach den Erfahrungen der Lübecker Franzosenzeit stellte er in seinen Predigten den Frieden und die Versöhnung in den Mittelpunkt.
Seit 1792 war er Mitglied der Gesellschaft zur Beförderung gemeinnütziger Tätigkeit und betreute von 1795 bis 1800 deren Bibliothek. Er hielt insgesamt zehn Vorträge an den Versammlungsabenden. Sein Vortrag über die Büchersammlung der Gesellschaft 1796 gab den Anstoß zur Gründung einer Lesegesellschaft. Zusammen mit Johann Friedrich Petersen und Hermann Friedrich Behn setzte er sich unter dem Dach der Gesellschaft für die Einrichtung eines Präparanden-Seminars zur Lehrerausbildung ein und war seit dessen Gründung 1807 Teil des Kollegiums.
Am 14. Januar 1802 heiratete er eine Kaufmannstochter. Das Paar hatte zwei Kinder, den Sohn Peter Hermann Münzenberger sowie eine Tochter. Der Architekt Ferdinand Münzenberger war ein Enkel.

## Schriften
- Über die Entstehung religiöser Volksbegriffe: ein Versuch zu einer Logik des Volkes. Göttingen 1791
 Digitalisat, Niedersächsische Staats- und Universitätsbibliothek Göttingen
- Leben und Charakter des Herrn D. Nicolaus Binder, Mitgliedes des Senats der Reichsstadt Lübeck. Lübeck 1800